# ハモ科
ハモ科（ハモか、学名：Muraenesocidae）は、ウナギ目に所属する魚類の分類群の一つ。6属で構成され、ハモなど15種が所属する。学名（模式属名）の由来はラテン語の「muraena（ウツボ）」と、カワカマス属を意味する「esox」を組み合わせたもの。

## 分布・生態
ハモ科の魚類は太平洋・インド洋・大西洋など、全世界の熱帯・亜熱帯の海に広く分布し、日本の近海からは3属4種が報告されている。海底の近くを遊泳して生活する底生魚のグループで、淡水・汽水域に進出することもある。沿岸から水深100mまでの範囲に生息する種類が多いが、ワタクズハモ属の5種は水深1,200mにまで分布する深海魚である。
ハモ属・シシハモ属の仲間はほとんどが食用魚として利用され、底引き網・延縄などで漁獲される。

## 形態
ハモ科の仲間はウナギ類一般に共通する細長い円筒形の体をもち、最大で2.5mにまで成長する。体表は鱗を欠き滑らかで、吻（口先）は長く尖る。眼は大きく、部分的に皮膚に覆われる。口の後端は眼よりも後ろにあり、両顎（特に鋤骨）によく発達した犬歯を備える。
背鰭と臀鰭の基底は非常に長く、尾鰭と連続する。胸鰭は大きく発達し、背鰭の起始部は胸鰭基底よりも前方に位置する。側線は明瞭で、椎骨は120-216個。

## 分類
ハモ科にはNelson（2016）の体系において6属15種が認められている。本科はかつてアナゴ科の一亜科とされていたが、現在では独立の科として扱われるようになっている。しかし、単一の分類群としての定義付けは不充分で、本科の類縁関係は依然として不明瞭であることが指摘されている。

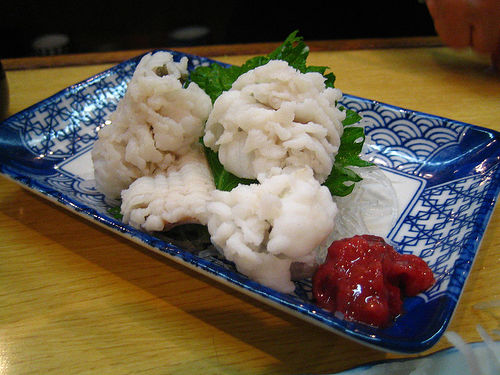
ハモ料理。ハモ・スズハモをはじめとするハモ属・シシハモ属の仲間は世界各地で食用とされ、日本では高級食材として珍重される

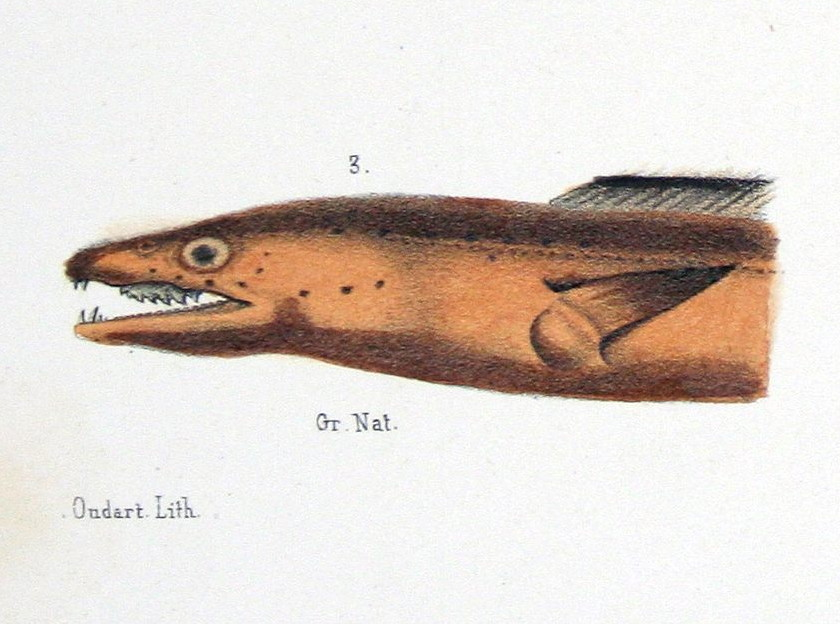
シシハモ（C. savanna）。眼球の後方まで達する大きな口裂は本科魚類の特徴である

- シシハモ属[6] Cynoponticus
  - シシハモ Cynoponticus savanna
  - Cynoponticus coniceps
  - Cynoponticus ferox
- ハシナガアナゴ属 Oxyconger
  - ハシナガアナゴ Oxyconger leptognathus
- ハモ属 Muraenesox
  - スズハモ Muraenesox bagio
  - ハモ Muraenesox cinereus
  - Muraenesox yamaguchiensis
- ワタクズハモ属 Gavialiceps
  - ワタクズハモ Gavialiceps taiwanensis
  - Gavialiceps arabicus
  - Gavialiceps bertelseni
  - Gavialiceps javanicus
  - Gavialiceps taeniola
- Congresox 属
  - Congresox talabon
  - Congresox talabonoides
- Sauromuraenesox 属
  - Sauromuraenesox vorax